# Cestrum petiolatum
Cestrum petiolatum är en potatisväxtart som beskrevs av Francey. Cestrum petiolatum ingår i släktet Cestrum och familjen potatisväxter. Inga underarter finns listade i Catalogue of Life.